# Das Eine
Das Eine (altgriechisch τὸ ἕν to hen, lateinisch unum) ist ein philosophischer Begriff, der ein höchstes Prinzip bezeichnet. Oft wird dieses Prinzip als absolut transzendent betrachtet; das heißt, es wird jenseits des Horizonts möglicher Sinneserfahrung verortet und soll auch dem gedanklichen Zugriff unzugänglich sein. Eine zentrale Rolle spielt das Eine in Theorien, die auf dem Gedankengut des antiken Platonismus fußen und für alles, was ist, eine einzige Grundlage annehmen (monistischer Idealismus). Solche Systeme führen alles letztlich auf das Eine zurück.
Schon die vorsokratischen Philosophen beschäftigten sich mit dem Einen als Gegenteil des Vielen. Sie fassten es aber nicht als absolut transzendent auf. Erst im Platonismus entstand die Theorie eines Einen, das die Ursache von allem ist, jede Vorstellung übersteigt und sich einer gedanklichen Erfassung prinzipiell entzieht.
Nach der Platon zugeschriebenen, jedenfalls im 4. Jahrhundert v. Chr. entstandenen „Prinzipienlehre“ ist das Eine das transzendente höchste Prinzip und zusammen mit dem entgegengesetzten Prinzip, der „unbestimmten Zweiheit“, der Grund für die Existenz von allem. In der Forschung ist stark umstritten, ob Platon tatsächlich der Urheber der Prinzipienlehre ist und ob er, wie manche Forscher annehmen, das Eine mit dem Guten gleichgesetzt hat. Später bauten antike Platoniker die Lehre vom Einen stark aus und arbeiteten den Aspekt der absoluten Transzendenz heraus. Die Neuplatoniker machten diese Lehre zu einem Hauptbestandteil ihrer metaphysischen Modelle.
Da das Eine nach der antiken platonischen Tradition absolut transzendent ist, können ihm keine Bestimmungen zugewiesen werden, auch nicht die des Seins. Es ist „überseiend“, das heißt dem Bereich der seienden Dinge übergeordnet. Alles Seiende hat im Einen (Hen) seinen Ursprung. Daher ist das Hen genau genommen nicht Gegenstand der Ontologie, die sich mit dem Sein und dem Seienden befasst; manche Philosophiehistoriker sprechen von „Henologie“ als einer eigenen Disziplin. Die Henologie macht Aussagen über das Verhältnis des Einen zu den seienden Dingen.

## Terminologie
Das griechische εἷς, μία, ἕν heis, mia, hen „der, die, das Eine“ hat verschiedene Bedeutungen: Es bezeichnet sowohl die Zahl Eins als auch ein Individuum als solches und ein Ganzes, dessen Teile zu einer Einheit vereinigt sind. In der letzteren Bedeutung beruht die Einheit darauf, dass alle Teile eine Gemeinsamkeit aufweisen, die für ihre Zugehörigkeit zu dem Ganzen konstitutiv ist. Für den philosophischen Sprachgebrauch stehen drei Aspekte im Vordergrund:
- die Unteilbarkeit im Sinne der Vorstellung eines Individuums als unteilbare Einheit
- die Vereinigung oder Verschmelzung von Elementen zu einer einheitlichen Ganzheit
- der Umstand, dass „Eins“ als Zahlwort in der griechischen Philosophie der Mathematik eine besondere, privilegierte Stellung ausdrückt. Die Eins ist das Maß und Prinzip der anderen Zahlen, an dem sie gemessen werden. So betrachtet ist sie selbst keine Zahl, sondern der ganzen Zahlenwelt übergeordnet.

Der Ausdruck „henological“ ist in der Forschungsliteratur schon 1943 bezeugt; der anglo-katholische Theologe Eric Lionel Mascall bezeichnete damit einen Gottesbeweis bei Thomas von Aquin, in dem sich die Einheit Gottes aus der Vielheit der Dinge ergibt. 1948 verwendete Étienne Gilson den Ausdruck énologie zur Bezeichnung des neuplatonischen, auf dem Gedanken des Überseins beruhenden Einheitskonzepts. Dieses Konzept wollte er damit von der christlichen ontologischen Vorstellung eines seienden Gottes, insbesondere von seinem eigenen neuthomistischen Ansatz abgrenzen. Den Fachbegriff „Henologie“ hat aber erst der norwegische Philosophiehistoriker Egil A. Wyller geprägt und definiert. Er führte ihn 1960 ein, um die „Einheitslehre“ von der „Seinslehre“, der Ontologie, abzutrennen. Damit wollte er die fundamentale Unterscheidung zwischen Seiendem und Überseiendem, die von antiken Philosophen betont wurde, auch in der Terminologie der modernen Forschung verankern. Diesen Gegensatz bezeichnete Wyller als „henologische Differenz“. Er zählte alle der platonischen Tradition folgenden idealistischen Lehren von einer absolut transzendenten Einheit zum Gegenstandsbereich der Henologie, also beispielsweise auch das Einheitskonzept von Johann Gottlieb Fichte. Im neueren Sprachgebrauch wird der Begriff „Henologie“ gewöhnlich nicht in diesem umfassenden Sinn, sondern speziell bezogen auf die Einheitslehren antiker Platoniker verwendet.

## Vorsokratiker
Den vorsokratischen Philosophen war die Vorstellung eines absolut transzendenten Einen fremd. Sie versuchten aber ein einheitliches Urprinzip zu finden, auf das sich die gesamte Wirklichkeit zurückführen lässt. Damit waren sie Vorläufer der späteren Einheitsmetaphysik. Allerdings unterscheiden sich ihre Lehren von den henologischen dadurch, dass anscheinend keiner von ihnen das Urprinzip oberhalb des Seins verortet hat.

### Xenophanes
Xenophanes, der in der zweiten Hälfte des 6. Jahrhunderts und im frühen 5. Jahrhundert v. Chr. tätig war, soll den Anfang gemacht haben. Aristoteles berichtet, Xenophanes sei der erste Denker gewesen, der die Einheit postulierte, und er habe das Eine mit Gott identifiziert. Allerdings habe er sein Konzept nicht erläutert. Aus den erhaltenen Fragmenten der Lehrdichtung des Xenophanes geht hervor, dass er tatsächlich in seiner Auseinandersetzung mit dem Polytheismus der homerischen und hesiodeischen Dichtung ein henotheistisches Modell entwickelt hat. Er ging von einer nicht-anthropomorphen höchsten Gottheit aus und behauptete, dieser „eine Gott“ sei „unter Göttern und Menschen der größte“; er sei unbeweglich, beeinflusse alles mühelos durch sein Denken und sehe, denke und höre „als Ganzer“.

### Heraklit
Heraklit (um 520 – um 460 v. Chr.) fasste die Einheit nicht als Gegensatz zu Polarität und Vielheit auf, sondern fand sie gerade in der Verschränkung der Gegensatzpaare. Nach seiner Lehre zeigt sich im Gegensatz zweier Gegenpole die Einheit als Zusammengehörigkeit des Konträren. Die Pole bedingen einander, sind stets ineinander verschlungen und schlagen ineinander um. In einem Heraklit-Fragment ist vom „Einträchtig-Zwieträchtigen“ die Rede, und es wird festgestellt: „Aus allem eines und aus einem alles“. Damit meinte Heraklit, dass sich das Eine aus dem Zusammenwirken von Vielem und Gegensätzlichem konstituiert. Der einigende Grund, der die universale Einheit und Ganzheit des Kosmos ermöglicht, ist der Logos.

### Die Eleaten
Die Philosophen der Schule von Elea vertraten eine streng monistische Ontologie. In ihrem Weltbild spielte ein schroffer, unüberbrückbarer Gegensatz zwischen Sein und Nichtsein eine zentrale Rolle. Parmenides, der erste und bekannteste Vertreter dieser Richtung, formulierte seine Lehre in der ersten Hälfte des 5. Jahrhunderts v. Chr. Für ihn war das Seiende „eines“ im Sinne einer unteilbaren Einheit und das einzige wirklich Existierende. Er betrachtete das Seiende als die Ganzheit, die alles andere ausschließt. Das Seiende ist notwendigerweise unentstanden und daher unvergänglich. Als Ganzheit leidet es keinen Mangel, ist zeitlos vollkommen und daher keiner Veränderung unterworfen. Nur Unveränderliches kann als wirklich seiend betrachtet werden. Alles Veränderliche und Vergängliche ordnete Parmenides dem Bereich des Nichtseienden zu, der trügerischen Scheinwelt der doxa (Meinung im Gegensatz zu Wahrheitsbesitz). In Wirklichkeit existiere diese Scheinwelt gar nicht. Den Bereich des Seienden betrachtete er als undifferenziert, in sich geschlossen, räumlich ausgedehnt und wegen des Ausschlusses von Veränderung unbeweglich; er verglich ihn mit einer Kugel. Die Einheit des so aufgefassten eleatischen Seins weist Übereinstimmungen mit der Einheit des unräumlichen und überseienden henologischen Einen des Platonismus auf, unterscheidet sich aber auch grundlegend von ihr. Eine Gemeinsamkeit besteht darin, dass das Eine des Parmenides ebenso wie dasjenige der Platoniker der Sinneswahrnehmung prinzipiell entzogen ist.
Während bei Parmenides der Begriff des Einen nur als Prädikat belegt ist, machten die Eleaten Zenon von Elea und Melissos Aussagen über das Eine als Subjekt. Melissos hielt das eine Seiende für unkörperlich, unbeweglich, homogen und für räumlich und zeitlich grenzenlos. Zenon, ein Schüler des Parmenides, versuchte zu beweisen, dass die Annahme einer Vielheit verschiedener Entitäten zu paradoxen Konsequenzen führe und daher falsch sein müsse. Somit sei die Vielheit nichtseiend und es könne nur das Eine geben. Dieses müsse unbewegt sein, denn die Annahme von Bewegung führe ebenso wie die von Vielheit zu unmöglichen Konsequenzen.

### Die frühen Pythagoreer
Die frühen Pythagoreer hielten das Eine nicht für den transzendenten, absolut einheitlichen Ursprung des Seins, sondern sahen darin etwas aus Unbegrenztem und Begrenzendem Gemischtes und damit Abgeleitetes. Das Eine war für sie ein im Kosmos immanentes Mischungsprodukt.
Der erste Pythagoreer, von dem bekannt ist, dass er das Eine von einem philosophischen Standpunkt aus betrachtete, war Philolaos, der im 5. Jahrhundert v. Chr. lebte. Seine Theorie ähnelt der Prinzipienlehre der Platoniker insofern, als er die gesamte Wirklichkeit – den Kosmos im Ganzen und alle Einzeldinge – auf das Zusammenwirken eines einzigen Gegensatzpaars zurückführte. Sein Denken kreiste um den Gegensatz zwischen den unbegrenzten Gegebenheiten (ápeira) und den grenzbildenden Faktoren (peraínonta). Aus der Verbindung von Unbegrenztem und Begrenzendem geht nach seiner Lehre alles hervor, wobei die Harmonie als dritter Faktor für das Zusammenwirken der beiden Gegenpole sorgt. Dank den Begrenzungen sind die Dinge mathematisch erfassbar.
Im Unterschied zur idealistischen Denkweise der Platoniker meinte Philolaos aber nicht abstrakte Prinzipien wie Unendlichkeit und Endlichkeit, sondern es ging ihm um die in Zahlen ausdrückbare Struktur des sinnlich Wahrnehmbaren. Diese Struktur der Sinnesobjekte deutete er als das Resultat der Einwirkung der begrenzenden Faktoren auf das Unbegrenzte. Das Eine bezeichnete er als das „erste Zusammengefügte“, das „in der Mitte der Kugel“ sei und „Herd“ genannt werde. Damit meinte er das Zentralfeuer, das nach der pythagoreischen Kosmologie den Mittelpunkt des Universums bildet. Wie die Bezeichnung des Feuers als „Eines“ zu deuten ist, darüber gehen in der Forschung die Meinungen auseinander.
Bei Philolaos ist keines der beiden obersten Prinzipien aus dem anderen ableitbar. Somit ist sein System dualistisch. Darin besteht ein grundlegender Unterschied zu den monistischen henologischen Systemen der Platoniker, in denen dem Einen ein absoluter Vorrang zukommt.

## Platon

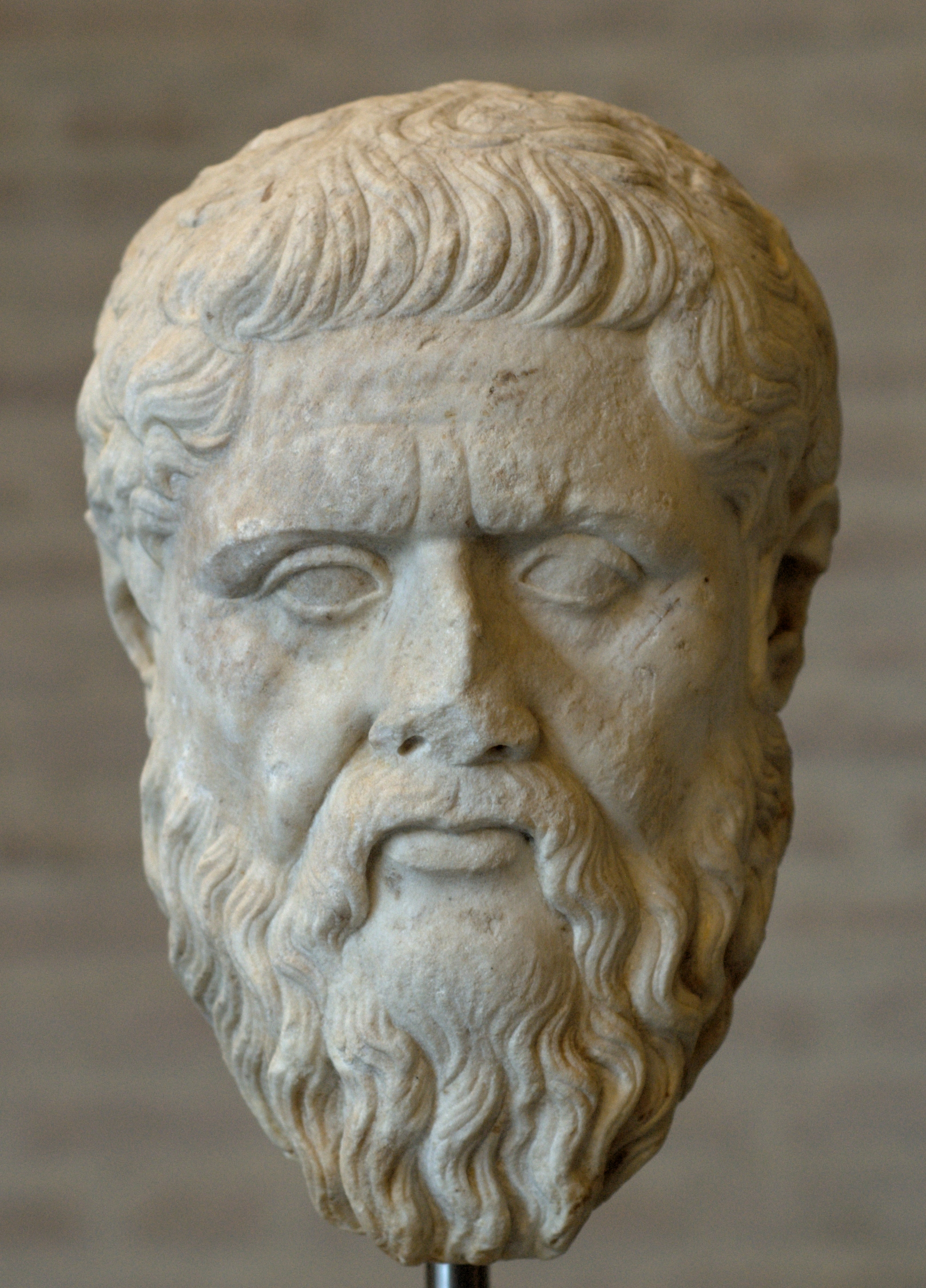
Platon, römische Kopie des griechischen Platonporträts des Silanion, Glyptothek München

Platon (428/427–348/347 v. Chr.) kannte und verwertete das Gedankengut der Eleaten und der Pythagoreer, schlug aber einen völlig neuen Weg ein. Wie schon vorsokratische Denker setzte er sich mit dem Verhältnis zwischen Einheit und Vielheit auseinander und suchte nach einem einfachen Ursprung der Vielfalt und Komplexität. Dabei folgte er dem Grundsatz, dass das Einheitliche, Einfache und Allgemeine stets der Grund für das Dasein, die Beschaffenheit und die Erkennbarkeit des Mannigfaltigen, Komplexen und Besonderen sein muss. Zu jeder Menge von Elementen, die eine Gemeinsamkeit aufweisen, muss es etwas Einheitsstiftendes geben, auf dem die Gemeinsamkeit – das Einheitliche der Menge – beruht. Dieser einheitsstiftende Faktor kann für jede Gemeinsamkeit nur einer sein, und er kann nicht nur vorgestellt sein, sondern muss real existieren. Dies wird das Prinzip des Einen über Vielem genannt (griechisch hen epi pollṓn, in der Forschungsliteratur „one over many“).

### Einheit und Vielheit in der Ideenlehre
Wie die Eleaten ging Platon von einem fundamentalen Gegensatz zwischen dem vollkommenen, unwandelbaren Seienden und den ständiger Veränderung unterworfenen Sinnesobjekten aus. Er teilte auch die eleatische Überzeugung von der Unzuverlässigkeit aller auf Sinneswahrnehmung basierenden Annahmen. Im Gegensatz zu den Eleaten unterschied er aber nicht zwischen einem einheitlichen, undifferenzierten Seienden als einziger Realität und einer absolut nichtseienden Vielheit der illusionären Sinnesobjekte. Er sprach den unbeständigen Dingen, die sinnlich wahrgenommen werden, nicht die Existenz ab, sondern billigte ihnen ein bedingtes und unvollkommenes Sein zu und unterschied dieses vom eigentlichen Sein des Unveränderlichen. Das Sein im eigentlichen Sinne wies er in seiner Ideenlehre den später so genannten „platonischen Ideen“ zu.
Eine fundamentale und folgenreiche Neuerung war, dass Platon den Bereich des vollkommenen Seins der Ideen für transzendent erklärte. Er behauptete, dieser Bereich existiere als objektive metaphysische Realität, unabhängig von den Objekten der Sinneserfahrung, von Raum und Zeit und auch unabhängig von den Vorstellungen im menschlichen Geist. Der Ideenbereich sei zwar der sinnlichen Wahrnehmung völlig entzogen, aber dem Denken zugänglich (intelligibel).
Die Ideenlehre bot Platon eine Erklärung für die Existenz der Sinnesobjekte. Er deutete die veränderlichen Dinge als Abbilder der ewigen, transzendenten, nur geistig erfassbaren Ideen und damit als deren Erzeugnisse. Dadurch reduzierte er die Mannigfaltigkeit der materiellen Erscheinungswelt auf die ihr zugrunde liegenden einfachen, allgemeinen Prinzipien. Auf diesem Weg vom Besonderen und Individuellen zum Allgemeinen ging er von der größten Vielheit aus und bewegte sich in Richtung der Einheit. Dabei hob er aber im Gegensatz zu den Eleaten das Vielheitsprinzip nicht auf, sondern übertrug es in den Bereich des unwandelbaren Seins, wo es die Eleaten nicht geduldet hatten. Auch im Reich der platonischen Ideen herrscht Vielfalt, da jedem Begriff eine Idee entspricht, und unter den Ideen besteht eine hierarchische Ordnung. Die Ideen der Gattungen sind allgemeiner und umfassender als die Ideen der Arten und diesen daher übergeordnet.
Somit konnte die Ideenlehre das Problem des Verhältnisses von Einheit und Vielheit nicht lösen, sondern verlagerte es nur in den intelligiblen Bereich. Die Frage nach dem schlechthin Einen, dem Prinzip der Einheit blieb in den Dialogen Platons unbeantwortet. Die Ableitung der Vielheit aus dieser ursprünglichen Einheit wurde nicht erklärt und plausibel gemacht.

### Einheit und Vielheit in der Prinzipienlehre

#### Die Frage der Authentizität der Prinzipienlehre
Möglicherweise war die Einführung der Ideen nur eine Etappe auf Platons Weg von der maximalen Vielheit in der Erscheinungswelt zur größtmöglichen Einheit. Die Frage, ob er die Zurückführung von Vielheit auf Einheit konsequent zum Abschluss gebracht hat, ist in der Forschung seit langem sehr umstritten. Da anscheinend alle Werke, die er veröffentlicht hat, erhalten geblieben sind, kann diese Frage nur bejaht werden, wenn man annimmt, dass er seine Erkenntnisse zu dieser Thematik dem mündlichen Unterricht in seiner Schule, der Akademie, vorbehalten hat. Tatsächlich gibt es eine Reihe von Hinweisen auf die Existenz von „ungeschriebenen Lehren“ Platons, darunter Angaben des Aristoteles, der diese Bezeichnung verwendet und auch auf den Inhalt eingeht. Obwohl Aristoteles ein langjähriger Schüler Platons war und als solcher am Unterricht in der Akademie teilnahm, wird seine Glaubwürdigkeit von manchen Forschern bestritten.
Die „ungeschriebene Lehre“ wird auch Prinzipienlehre genannt, da sie von den höchsten Prinzipien handelt. Die Forscher, die von ihrer Authentizität ausgehen, haben sich anhand der verstreuten Angaben und Indizien in den Quellen intensiv um die Rekonstruktion bemüht. Dabei zeichnet sich ein relativ geschlossenes Bild von den Grundzügen ab, obwohl viele wichtige Einzelheiten unbekannt oder strittig sind. Falls dieses Bild der Wirklichkeit entspricht, hat Platon die herkömmliche, von den Eleaten nachdrücklich vertretene Überzeugung aufgegeben, wonach das unwandelbare Sein die höchstmögliche Stufe der Vollkommenheit darstellt. Demnach stellte er ein absolut vollkommenes „überseiendes“ Eines noch über den Bereich der seienden Entitäten und wurde damit zum Schöpfer der Henologie. In einem solchen Modell ist alles Seiende als solches in gewisser Hinsicht unvollkommen, da der Übergang vom absolut transzendenten Übersein zum Sein bereits eine Einschränkung der ursprünglichen absoluten Vollkommenheit darstellt.

#### Die beiden Urprinzipien und ihr Verhältnis
Nach der auf den Quellenzeugnissen fußenden Rekonstruktion soll die Prinzipienlehre die Existenz der Ideen erklären, so wie die Ideenlehre die Existenz der Erscheinungswelt erklären soll. Dabei werden zwei fundamentale Prinzipien angenommen: das Eine als Prinzip der Einheit und Bestimmtheit und die „unbegrenzte“ oder „unbestimmte“ Zweiheit (ahóristos dyás). Die unbestimmte Zweiheit soll Platon als „das Große und das Kleine“ (to méga kai to mikrón) beschrieben haben. Sie erscheint in der Prinzipienlehre als das Prinzip der Verminder- und Vermehrbarkeit, des Zweideutigen und Unbestimmten und der Vielheit. Gemeint ist damit nicht Unbegrenztheit als eine räumliche oder quantitative Unendlichkeit, sondern nur das Fehlen einer Festlegung und damit einer Gestaltung. Auf das Zusammenwirken der beiden Urprinzipien, der letzten Anfangsgründe, wird die Ideenwelt zurückgeführt. Die formgebende Einheit ist die erzeugende Instanz, die formlose unbestimmte Zweiheit dient der Wirksamkeit der Einheit als Substrat. Ohne das Substrat könnte die Einheit nichts hervorbringen. Alles Sein beruht darauf, dass das Eine auf die unbestimmte Zweiheit einwirkt, indem sie dem Formlosen Grenzen setzt, ihm Form und Merkmale verleiht und damit als Individuationsprinzip die einzelnen Entitäten in die Existenz bringt. In allem Seienden liegt eine Mischung der beiden Urprinzipien vor. Je nachdem, ob das eine oder das andere Urprinzip überwiegt, herrscht in den Entitäten Ordnung oder Unordnung vor.
Unklar ist das Verhältnis der beiden Urprinzipien. Sicher ist aber, dass Platon – falls er die Prinzipienlehre tatsächlich vertrat – dem Einen einen höheren Rang zuwies als der unbestimmten Zweiheit und nur das Eine als absolut transzendent betrachtete. Demnach war Platon konsequenter Monist, wie schon die antiken Neuplatoniker annahmen, und vertrat eine Henologie, die im Wesentlichen mit der neuplatonischen übereinstimmt. Die Prinzipienlehre hat aber auch einen dualistischen Aspekt, da auch die unbestimmte Zweiheit als Urprinzip aufgefasst wird. Diesen Aspekt betont der Mailänder Gelehrte Giovanni Reale, der vehement für die Authentizität der Prinzipienlehre eintritt. Er spricht von einer „bipolaren Struktur des Wirklichen“, stellt aber auch fest, dass die Einheit „der Zweiheit hierarchisch überlegen bleibt“.

#### Das Eine und das Gute
Sehr umstritten ist in der Forschung die Frage, welchen Status Platon der Idee des Guten zugedacht hat. Diese Idee grenzt er scharf von den übrigen Ideen ab. Er weist ihr eine einzigartige Vorrangstellung zu. Nach seiner Lehre verdanken alle anderen Ideen ihr Sein dieser einen Idee. Somit sind sie ihr ontologisch untergeordnet. Die Idee des Guten ist auch das Prinzip der Ordnung; als solches durchdringt sie den gesamten Ideenbereich und verleiht ihm seine Struktur.
Im Dialog Politeia stellt Platon fest, das Gute sei „nicht die Ousia“, sondern „jenseits der Ousia“ und übertreffe sie an Ursprünglichkeit und Macht. Der Begriff Ousia (wörtlich „Seiendheit“) wird gewöhnlich mit „Sein“ oder „Wesen“ übersetzt; bei Platon kommen beide Bedeutungen vor. Diskutiert wird, welche Bedeutung hier vorliegt und wie wörtlich die Aussage gemeint ist.
Wenn mit „Ousia“ nur das Wesen gemeint ist oder die Stelle frei ausgelegt wird, kann die Idee des Guten innerhalb des Ideenbereichs, des Bereichs der seienden Dinge, verortet werden. Das bedeutet, dass sie nicht „seinstranszendent“ oder „überseiend“ ist, ihr also keine absolute Transzendenz zukommt, sondern nur ein Sonderstatus. Zugunsten dieser Deutung lassen sich eine Reihe von Äußerungen Platons anführen, die zeigen, dass er es – zumindest aus einer bestimmten Betrachtungsperspektive – für legitim hielt, das Gute in den Bereich des Seins einzuordnen. Beispielsweise nannte er es „das Seligste des Seienden“ und „das Glänzendste des Seienden“.
Wenn hingegen mit Ousia das Sein gemeint ist und die Stelle wörtlich ausgelegt wird, ist „jenseits der Ousia“ im Sinne von Seinstranszendenz zu verstehen. Dann ist davon auszugehen, dass Platon die Idee des Guten als absolut transzendent betrachtet hat. In diesem Fall hat er die Idee des Guten mit dem Einen identifiziert, denn im Bereich der absoluten Transzendenz kann es keine Bestimmungen und damit auch keine Unterscheidung zweier Prinzipien geben. Die Identitätshypothese vertreten die meisten Forscher, die von der Authentizität der Prinzipienlehre ausgehen. Dabei berufen sie sich auch auf Angaben des Aristoteles.

### Das Eine im DialogParmenides
Im Dialog Parmenides, der inhaltlich zu den späten Werken zählt, lässt Platon den berühmten Eleaten auftreten. Im Rahmen einer Argumentationsübung untersucht Parmenides die Frage, ob die Hypothese „Das Eine existiert“ oder die Hypothese „Das Eine existiert nicht“ Bestandteil eines widerspruchsfreien Systems sein kann. In beiden Fällen führt die Hypothese zu paradoxen Konsequenzen. Beispielsweise ist weder die Annahme, dass das Eine Teile hat, noch die gegenteilige Annahme stimmig. Das Eine kann weder unveränderlich noch wechselhaft, weder bewegt noch in Ruhe sein; es kann weder sich selbst gleich noch sich selbst ungleich sein und auch nichts anderem gleich oder ungleich sein. Die Hypothese, dass das Eine nicht existiert, führt ebenfalls zu solchen absurden Folgerungen.
Somit führt die Untersuchung in Ausweglosigkeiten. Die Lösung der damit gestellten Aufgaben hat Platon dem Leser überlassen. Was er damit bezweckte und welche Position er selbst vertrat, ist in der Forschung heftig umstritten. Nach der Interpretation von Befürwortern der Authentizität der Prinzipienlehre wollte Platon andeuten, dass ein Ausweg nur gefunden werden könne, wenn man oberhalb der Ideenebene eine Metaebene ansetze. Damit meinte er nach diesem Verständnis die Ebene der beiden Urprinzipien.

## Meinungen in Platons Akademie
Platons Schüler und Nachfolger als Leiter (Scholarch) der Akademie, Speusippos, vertrat eine abgewandelte Variante der Platon zugeschriebenen Prinzipienlehre. Er sprach anscheinend nicht von unbestimmter Zweiheit, sondern von Vielheit. Nach den Angaben des Aristoteles verglich Speusippos die beiden höchsten Prinzipien mit Samen, aus denen Pflanzen hervorgehen. So wie der Same keine Pflanze ist und die Merkmale einer Pflanze wie etwa Schönheit nicht aufweist, aber als Ursache der Pflanze die Ursache von deren Merkmalen ist, so verleihen die Prinzipien der Einheit und der Vielheit den Dingen eine Beschaffenheit, die sie selbst nicht aufweisen. Sie sind Prinzipien des Seienden, selbst aber nicht seiend. Nach der aristotelischen Unterscheidung von Akt und Potenz ist das Eine des Speusippos hinsichtlich seines Verhältnisses zu dem von ihm Hervorgebrachten reine Potenz.
Die Gleichsetzung des Einen mit dem Guten lehnte Speusippos ab. Nach seiner Argumentation liegt das Gute im Nutzen und Ertrag (etwa von Pflanzen und Nutztieren), also im Ziel von etwas und somit nicht in dessen Ursache oder Ursprung. Das Gute kann nicht mit dem Einen zusammenfallen, denn sonst müsste die Vielheit, die den Gegenpol des Einen bildet, das Schlechte an sich sein. Dann müsste alles, woran Vielheit beteiligt ist, also auch die mathematischen Gegebenheiten, in einem gewissen Ausmaß schlecht sein. Von solchen Überlegungen ausgehend trennte Speusippos das Gute und das Eine. Die höchsten Prinzipien hielt er für wertneutral.
Xenokrates, der Nachfolger des Speusippos als Scholarch, formulierte die Lehre von den zwei höchsten Prinzipien in theologischer Sprache. Er identifizierte die Einheit (monás), der er eine Vaterrolle zuwies, mit dem „ersten Gott“ (Zeus), der als König herrsche, und mit dem Nous (Intellekt). Da ein Intellekt Denkinhalte haben muss, ist die monas des Xenokrates offenbar keine undifferenzierte Einheit und nicht absolut transzendent. Als zweite Gottheit betrachtete er die Zweiheit, die er für weiblich hielt.

## Aristoteles

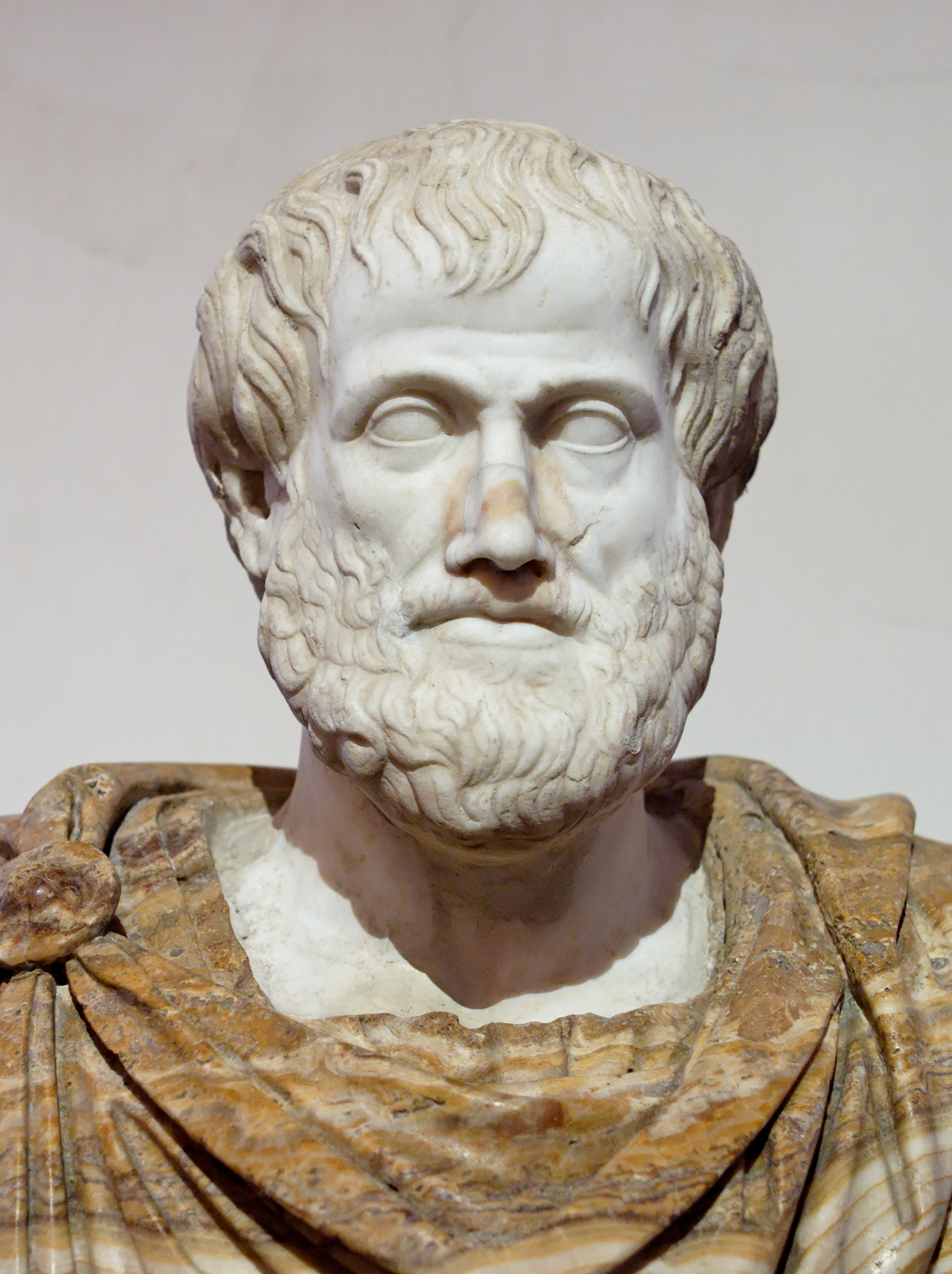
Aristoteles, Büste im Palazzo Altemps, Rom

Aristoteles lehnt die platonische Ontologie und die Prinzipienlehre ab. Ein absolut transzendentes Eines oder ein seinstranszendentes Gutes kommt in seiner Philosophie nicht vor. Dennoch ist „das Eine“ ein zentraler Begriff seiner Metaphysik. Er weist darauf hin, dass es eine Mehrzahl von Arten des Einsseins gibt, die teils akzidentell, teils substanziell (wesenhaft) sind. Eine Begriffsverwendung im wesenhaften, auf die Ousia des betreffenden Dings bezogenen Sinn liegt vor, wenn mit „eines“ ausgedrückt wird, dass es sich um etwas Bestimmtes, Abgegrenztes und Unteilbares handelt, ein als Kontinuum aufgefasstes Ganzes. Daneben gibt es noch weitere Einheitsformen wesenhafter Art, darunter die Einheit nach der Art, nach der Gattung und nach der Definition. Das Eine als Voraussetzung jeder einzelnen Bestimmtheit ist für Aristoteles der Denkinhalt, der allem sonstigen Denken zugrunde liegt. Hinter diesen Begriff kann nicht mehr zurückgegangen werden. Alles denkbare Seiende muss ein Eines sein. „Seiend“ und „eines“ sind die allgemeinsten Aussagemöglichkeiten, sie werden „in erster Linie von allen seienden Dingen ausgesagt“. Sie sind selbst keine Gattungen der seienden Dinge, sondern Grundmerkmale jedes Wirklichen. Als solche gehen sie jeder Definition, die durch Angabe einer Gattung und eines artbildenden Unterschieds erfolgt, voraus. Es ist unmöglich, das Eine nach diesem Verfahren zu definieren, denn dann müsste die Einheit mit Hilfe eines artbildenden Unterschieds bestimmt werden, der selbst keine Einheit sein dürfte, da die Einheit in der Definition nicht vorausgesetzt werden darf.
Da das Eine etwas Allgemeines ist, bestreitet Aristoteles, dass es selbst eine Ousia – ein „Wesen“ – sein kann, und stellt fest, es könne nur ein Prädikat sein. „Seiend“ und „eines“ bezeichnen unterschiedliche Aspekte einer Entität, sind aber untereinander konvertibel. Sie implizieren einander und sind nicht voneinander trennbar, denn jedes Seiende ist ein Eines und jedes Eine ist seiend. Dennoch besteht zwischen den beiden Begriffen ein sachlicher Unterschied, denn ihr Bedeutungsspektrum ist nicht identisch und die Einheit ist Bedingung für die Bestimmtheit und damit für das Sein.
Das Eine ist für Aristoteles auch ein Erkenntnisprinzip. Er bezeichnet es als „das Prinzip des Erkannten bei jedem“. Das Wesen einer jeden Art oder Gattung kann erst begriffen werden, wenn eine Einheit gegeben ist, von welcher der Erkenntnisprozess ausgehen kann. Außerdem ist das Einssein das Prinzip für das Zahlsein und damit für jede quantitative Erkenntnis. Als Voraussetzung allen Seins und jedes Erkennens ist das aristotelische Eine keine inhaltsleere Abstraktion.
Eine Einheit in herausragendem Sinne ist der „erste Beweger“, die höchste Gottheit im System des Aristoteles. Dem Sein und der Einheit des ersten Bewegers sind alle anderen Seins- und Einheitsweisen nachgeordnet.

## Mittelplatonismus und Neupythagoreismus
Im Zeitalter des Hellenismus und in der römischen Kaiserzeit griffen Mittelplatoniker und Neupythagoreer henologisches Gedankengut auf. Wichtig war ihnen die Einbettung ihrer philosophischen Gedankengänge und Überzeugungen in einen religiösen Zusammenhang. Dieses Bestreben zeigte sich beispielsweise darin, dass Neupythagoreer mit Bezugnahme auf den Namen des Gottes Apollon das Eine auch den „Nichtvielen“ nannten. Sie wollten den Gedanken der göttlichen Einheit mit einer (allerdings falschen) Etymologie des Gottesnamens stützen, indem sie „Apollon“ von a („nicht“) und polloí („viele“) ableiteten. Diese Etymologie soll schon im 3. Jahrhundert v. Chr. dem Stoiker Chrysippos von Soloi bekannt gewesen sein.

### Eudoros von Alexandria
Im 1. Jahrhundert v. Chr. griff Eudoros von Alexandria, einer der ersten Mittelplatoniker, auf Platons Transzendenzphilosophie zurück, wobei er sich auch auf die pythagoreische Tradition berief. In seinem monistischen Modell wird zwischen einem erstrangigen und einem zweitrangigen Einen unterschieden. Das erste Eine ist Urprinzip, höchste Gottheit und Ursprung von allem (einschließlich der Materie). Offenbar transzendiert dieses Eine das Sein und auch das Gute. Unmittelbar unter dem völlig undifferenzierten ersten Einen steht ein Paar von gegensätzlichen „Elementen“: das zweitrangige Eine, das auch „Einheit“ (monás) genannt wird, und die unbestimmte Zweiheit. Dieses Paar umfasst alle polaren Gegensatzpaare, wobei die monas für das Gute, die unbestimmte Zweiheit für den jeweils negativ gewerteten Pol steht (beispielsweise für das Ungeordnete, das Unbegrenzte und das Dunkle).

### Moderatos von Gades
In der zweiten Hälfte des 1. Jahrhunderts vertrat der Neupythagoreer Moderatos von Gades eine monistische Lehre, über die ein Bericht des spätantiken Neuplatonikers Simplikios informiert. Allerdings bezog Simplikios seine Kenntnisse nicht aus Werken des Moderatos, sondern aus einer Abhandlung des Neuplatonikers Porphyrios, die nicht erhalten geblieben ist. Daher muss mit der Möglichkeit gerechnet werden, dass die von Simplikios überlieferten Formulierungen zum Teil nicht von Moderatos, sondern von dem Berichterstatter Porphyrios stammen und dessen neuplatonische Vorstellungen spiegeln. In dem Moderatos zugeschriebenen System bezeichnet der Begriff „das Eine“ auf drei verschiedenen metaphysischen Ebenen drei unterschiedliche Gegebenheiten. Auf der höchsten Ebene ist das Eine seinstranszendent. Dieses Eine ist der Ursprung von allem. Darunter befindet sich eine Ebene, auf der „das Eine“ für die Welt des wahrhaft Seienden, der platonischen Ideen steht; das ist das intelligible Eine. Darunter folgt eine dritte Ebene, diejenige eines seelischen Einen, das einerseits am ersten und am zweiten Einen Anteil hat und andererseits den Ausgangspunkt für das Dasein der sinnlich wahrnehmbaren Dinge bildet. Das Eine – vermutlich ist das dritte Eine gemeint – enthält das Prinzip der an sich leeren, form- und gestaltlosen Quantität, die dadurch existiert, dass das Eine sich seiner eigenen Prinzipien und Formen entäußert.

### Numenios von Apameia
Der Mittelplatoniker Numenios von Apameia, der im 2. Jahrhundert lebte, vertrat ein konsequent dualistisches Modell ohne absolute Transzendenz. Er sah in der Materie ein eigenständiges Urprinzip, das nicht letztlich auf die Gottheit zurückgeführt werden kann, sondern ebenso ursprünglich ist wie das göttliche Urprinzip. Numenios nahm drei Götter (oder anders betrachtet: drei Aspekte der Gottheit) an. Den ersten, obersten Gott, den er mit dem Guten und dem Einen gleichsetzte, stellte er sich als nur seiend und nicht handelnd vor, ganz fern von der Materie, einfach und unbewegt. Ihm untergeordnet ist der zweite, der Schöpfergott (Demiurg), der durch die Betrachtung des ersten Gottes die Idee des Kosmos hervorbringt. Er ist durch Teilhabe am Guten gut; somit ist er nicht das Gute selbst, sondern der gute Gott. Im Gegensatz zum ersten Gott ist er bewegt; auf ihn ist das Werden zurückzuführen, auf den ersten Gott das Sein. Indem der Demiurg über die Idee des Kosmos hinaus auch die sinnlich wahrnehmbare Welt erzeugt, ordnet und lenkt, also sich mit der Materie abgibt, erscheint er als dritter Gott. Die Schöpfung ist bei Numenios nicht ein zeitlicher Anfang der Welt, sondern ein anfangsloser Vorgang. Eine Annäherung des Menschen an die höchste Gottheit, das Eine und Gute, hielt Numenios für möglich, aber schwierig; er betonte, dass sie eine Ablösung von den Sinnesobjekten voraussetze.

### Origenes
Im 3. Jahrhundert vertrat der Platoniker Origenes – nicht zu verwechseln mit dem gleichnamigen christlichen Schriftsteller – ein Modell ohne seinstranszendentes Eines. Er meinte, dem Nous komme der höchste Rang zu; darüber gebe es nichts. Dabei stützte er sich auf seine Auslegung von Platons Parmenides. Mit dieser Auffassung trat er in Gegensatz zum entstehenden Neuplatonismus, in dem die Seinstranszendenz eine wichtige Rolle spielte.

## Neuplatonismus
Die jüngste Schulrichtung im antiken Platonismus war der Neuplatonismus, dessen Begründer Plotin († 270) die Grundlagen der neuplatonischen Philosophie schuf. Hinsichtlich der Lehre vom Einen gingen die Neuplatoniker in erster Linie von den einschlägigen Überlegungen in Platons Parmenides aus. Die Klärung der Frage nach dem Verhältnis des Einen zur Vielheit, insbesondere die Untersuchung des Übergangs vom Einen zum Vielen, war ein Kernthema des Neuplatonismus.

### Grundlagen der Henologie
Die neuplatonische Henologie ist Ausdruck einer konsequent monistischen Denkweise. Alles wird auf das absolut transzendente Eine als oberstes Prinzip zurückgeführt. Aus neuplatonischer Sicht ergibt sich die Notwendigkeit eines einzigen Ursprungs von allem aus der unter den Entitäten herrschenden einheitlichen Ordnung. Diese Ordnung wäre nicht erklärbar, wenn die Entitäten aus einem ungeregelten Zusammentreffen voneinander unabhängiger Prinzipien hervorgegangen wären. Erklärt wird sie durch die Annahme, dass das Eine für alles, was unter ihm ist, das einheitsstiftende Prinzip ist.

#### Der erkenntnistheoretische Aspekt
Unter erkenntnistheoretischem Gesichtspunkt gehen die henologischen Überlegungen der Neuplatoniker davon aus, dass die Erkenntnis vom Komplexeren zum Einfacheren fortschreitet. Alles Zusammengesetzte und Mannigfaltige lässt sich auf etwas Einfacheres zurückführen. Letztlich muss ein gedankliches Voranschreiten vom Komplexeren zum Einfacheren zu einem Einfachsten führen. Das Einfachste kann auf nichts anderes mehr rückführbar sein; hier muss man „haltmachen“, sonst träte ein infiniter Regress (Fortschreiten ins Endlose) ein. Mit dem Einfachsten ist somit der höchste mögliche Bereich der Gesamtwirklichkeit erreicht. Dieses schlechthin Einfache ist das Eine.

#### Die hierarchische Ordnung
Für den Neuplatonismus ist ein intensives Bemühen um Systematisierung charakteristisch. Die antiken Neuplatoniker interpretierten die platonische Philosophie als umfassendes System. In der Spätantike wurde die systematische Darstellung der Gesamtwirklichkeit ausgebaut, wobei immer komplexere Modelle entstanden. Als Kriterium für die Einordnung von Entitäten in das System diente deren ontologischer Rang, der anhand der Gegensatzpaare verursachend/verursacht und einheitlich/vielheitlich ermittelt wurde.
Das Einheitlichere wird im Neuplatonismus stets als das Ursprüngliche und Ursächliche aufgefasst, das Vielheitlichere gilt als das Verursachte, aus dem Einheitlicheren Hervorgegangene. Das Einheitlichere ist relativ allgemein, umfassend und undifferenziert, die Vielheit manifestiert sich als die Menge der einzelnen separaten, aus der Einheit herausgetretenen Entitäten. Den Ausgangspunkt für die Existenz des relativ Differenzierten muss immer etwas Undifferenzierteres bilden. Alles Zusammengesetzte und Mannigfaltige hat seine Ursache in etwas Einfacherem.
Aus den Abhängigkeitsverhältnissen zwischen verursachenden und verursachten Entitäten ergibt sich in den neuplatonischen Modellen die hierarchische Rangordnung. Das jeweils Einfachere ist das Höherrangige, weil es Ursache ist und des Komplexeren in keiner Weise bedarf, während umgekehrt das verursachte Komplexere ohne das Einfachere nicht existieren könnte. Daraus folgt, dass das absolut transzendente Eine – die Einheit schlechthin – als Ursprung und Existenzgrund von allem die höchste Instanz sein muss, denn es ist die direkte oder indirekte Ursache aller Ursachen und hat selbst nichts anderes als Ursache.

#### Die Bestimmungslosigkeit des Einen
Wegen seiner absoluten Einfachheit bildet das absolut transzendente Eine den äußersten Gegensatz zum Differenzierten und Mannigfaltigen. Es kann keine Unterscheidung enthalten, weder eine Zweiheit noch sonstige Pluralität. Jede Aussage, die eine positive Bestimmung darstellt, widerspricht dem absolut undifferenzierten Charakter des Einen, denn jede positive Bestimmung impliziert einen Unterschied, einen Gegensatz und damit Nicht-Einheit. Man kann nicht einmal wahrheitsgemäß aussagen, dass das Eine „ist“, denn das Sein als Gegenteil des Nichtseins oder das vollkommene Sein im Gegensatz zu einem geminderten Sein setzt bereits eine Unterscheidung voraus und damit etwas, was dem Einen nachgeordnet ist. Das Eine ist „überseiend“, es transzendiert das Sein. Es ist kein „Etwas“.
Als höchste Instanz nimmt dieses Eine im Neuplatonismus die Stellung ein, die in religiösen Systemen Gott bzw. der obersten Gottheit zukommt. Wegen seiner absoluten Bestimmungslosigkeit und seiner Seinstranszendenz dürfen ihm aber keine göttlichen Merkmale zugeschrieben werden. Daher ist sogar die Identifizierung des Einen mit dem Guten aus neuplatonischer Sicht nur unter einem bestimmten Gesichtspunkt angebracht. Wenn das Eine aus der menschlichen Perspektive betrachtet wird, erscheint es als etwas Höheres und damit Gutes und kann daher als „gut“ bezeichnet werden. An und für sich ist es aber auch von dieser Bestimmung frei. Genau genommen ist es weder gut noch schlecht, sondern jenseits solcher Begrifflichkeit.

### Plotin

#### Das Stufenmodell
Nach dem von Plotin eingeführten, für die späteren Neuplatoniker wegweisenden Modell setzt sich die Gesamtwirklichkeit aus zwei Bestandteilen zusammen: einem übergeordneten, den Sinnen unzugänglichen Bereich und der untergeordneten Sinneswelt (kósmos aisthētós). Der übergeordnete Bereich gliedert sich in drei Teilbereiche, unter denen eine hierarchische Ordnung besteht. Zuoberst befindet sich das absolut transzendente und undifferenzierte Eine als Ursprung von allem. Auf das Eine folgt unmittelbar der überindividuelle Nous (Geist, Intellekt), den Plotin mit der Ideenwelt gleichsetzt. Den Nous bezeichnet Plotin mit Ausdrücken, die schon Platon im Parmenides verwendet hat: Er ist das „seiende Eine“ (hen on), eine Einheit, die Vielheit in sich hat und daher „Eines-Vieles“ (hen polla) genannt wird. Hier durchdringen sich Einheit und Vielheit wechselseitig. An den Nous schließt sich die nächstniedrige Wirklichkeitsebene (Hypostase) an, der Bereich des Seelischen. Unterhalb des Seelischen beginnt die Sphäre der Sinnesobjekte.
Das seinstranszendente Eine steht über allem Seienden, weil das Seiende nur durch das Eine seiend ist. Etwas kann nur seiend sein, weil es zugleich eines ist. Wäre es nicht eines, so wäre es nichts.

#### Der Hervorgang
Jede Ebene wird von der nächsthöheren hervorgebracht oder – anders ausgedrückt – geht aus ihr hervor. Mit dem Hervorbringen oder Hervorgehen befasst sich Plotin eingehend, er äußert sich dazu aber mehr umschreibend als erklärend. Der Hervorgang wird in der Forschungsliteratur oft als Emanation (von lateinisch emanatio „Ausfließen“, „Ausfluss“) bezeichnet. Die Verwendung dieses Begriffs beruht auf der Vorstellung, dass das Niedrigere aus dem Höheren gleichsam herausfließt. Das Ausfließen ist aber nur eine metaphorische Umschreibung, die zu Missverständnissen führen kann. Emanation bedeutet zwar, dass auf der jeweils untergeordneten Stufe etwas von der übergeordneten empfangen wird, doch tritt dadurch keinesfalls eine Minderung der Quelle ein. Auf der höheren Stufe verändert sich bei der Emanation nichts. Der „Ausfluss“ ist nicht so zu verstehen, dass die höhere Stufe etwas nach unten abgibt, was ihr selbst dann infolgedessen fehlt. Insofern besteht keine Analogie zu einer ausfließenden Flüssigkeit, sondern nur zur Lichtausstrahlung, wenn man wie die antiken Neuplatoniker annimmt, dass eine Lichtquelle wie die Sonne bei ihrer Ausstrahlung keine Einbuße erleidet.
In diesem Sinne entströmt der Nous als ein bestimmtes Etwas dem undifferenzierten Einen. Durch den Hervorgang des Nous entsteht zugleich, da Eines und Nous zweierlei sind, das Prinzip der Zweiheit und Unterschiedlichkeit. Tätigkeitswörter wie Hervorgehen, Überfließen oder Entstehen, die auf ein Werden deuten, sind allerdings in diesem Zusammenhang nicht wörtlich aufzufassen, sondern nur metaphorisch. Der Hervorgang ist nicht als zeitlicher Vorgang im Sinne eines Daseinsbeginns zu einem bestimmten Zeitpunkt oder in einem bestimmten Zeitraum zu verstehen. Plotin meint damit nur, dass das Hervorgehende seine Existenz dem verdankt, aus dem es hervorgeht, und ihm daher untergeordnet ist.
Die Frage, warum das Eine sich nicht damit begnügt, in sich selbst zu verharren, sondern etwas hervorbringt, bleibt bei Plotin offen. Er betrachtet den Hervorgang als naturnotwendig und verweist auf die Überfülle, das Übermaß der Mächtigkeit des Einen. Das Eine als Vollkommenstes kenne keinen Neid und könne nicht mit seiner Fülle kargen und sich vorenthalten, sondern sende zwangsläufig seine Wirkung aus. Dies sind aber nur andeutende, metaphorische Veranschaulichungen mittels Analogie zu Bekanntem; Aussagen über das objektive Wesen des Einen hält Plotin für unmöglich, eine philosophische Erklärung des Hervorgangs gibt er nicht. Metaphorisch führt er den Hervorgang auf den Willen des Einen zurück. Dieser Wille ist nach Plotins Lehre einerseits völlig frei, da nichts ihn einschränken kann, andererseits aber nicht willkürlich, denn das Eine kann nichts anderes wollen als das, was es tatsächlich verursacht: den Hervorgang des Nous. Wenn es etwas anderes wollte, so wäre dies eine Unvollkommenheit, denn unter allen möglichen Alternativen kann nur eine einzige die beste und damit der Vollkommenheit des Einen angemessene sein, und das kann keine andere sein als die tatsächlich verwirklichte. Anderenfalls wäre das Eine hinsichtlich seiner Gutheit defizitär.
Das Eine geht zwar als oberstes Prinzip aus nichts anderem hervor, doch bezeichnet Plotin es als „Ursache seiner selbst“ und behauptet, es bringe sich selbst hervor. Diese Feststellung stellt er allerdings unter den Vorbehalt, sie sei streng genommen unrichtig und gelte nur „gleichsam“.

#### Fülle und Mangel
Das neuplatonische Verständnis von Fülle und Mangel ist dem landläufigen entgegengesetzt. Die Fülle kommt nicht dem Mannigfaltigen und den zahlreichen Einzeldingen, sondern dem Einfachen und Undifferenzierten zu. Das Differenzierte ist nur die Ausfaltung von etwas, das im Undifferenzierten auf gleichsam eingefaltete Weise vollständig enthalten ist. Durch den Hervorgang oder das Ausfließen tritt eine Vielzahl von Eigenschaften zutage, die im Bereich der Vielheit wahrnehmbar sind. So betrachtet erscheint der Bereich der Vielheit als die Welt der Fülle. Da diese Fülle aber keinen anderen Ursprung hat als die Einheit, muss sie in ihr bereits ganz und gar vorhanden sein, wenn auch auf undifferenzierte, geeinte Weise. Somit erweist sich die Einheit als die eigentliche Fülle, während die einzelnen Dinge jeweils nur Teile oder Aspekte dieser Fülle besitzen können. Alles Hervorgegangene ist notwendigerweise geringer als seine Quelle.
Damit wird verständlich, wie das Eine etwas „geben“ oder „gewähren“ kann, was es selbst „nicht hat“, was es im Sinne einer ihm zukommenden Bestimmung nicht aufweist. Das Eine „hat“ das von ihm Ausgehende als ein noch nicht Unterschiedenes und noch nicht Gegensätzliches. Jeder Hervorgang bedeutet als solcher einen Einheitsverlust und damit eine Minderung und bewirkt einen Mangel. Schon der Nous als erstes Hervorgegangenes ist, wenn man ihn mit dem Einen vergleicht, unvollkommen. Dies zeigt sich beispielsweise darin, dass er denken muss, um die größte auf seiner Ebene mögliche Vollkommenheit zu verwirklichen, während das Eine keiner Tätigkeit bedarf.

#### Die Unsagbarkeit des Einen
Da das Eine völlig bestimmungslos ist, ist genau genommen auch seine Bestimmung als „Eines“, als einfach oder einheitlich im Sinne eines Gegensatzes zur Pluralität eine Verkennung seiner wahren, gegensatzfreien Natur. Somit ist über die Natur des Einen paradoxerweise überhaupt keine zutreffende Aussage möglich. Das Eine ist „unsagbar“ (árrhēton). Es kann gedanklich nicht erfasst werden. Wenn Plotin dennoch Aussagen über das Eine macht, so pflegt er solche Feststellungen mit Einschränkungen wie „gleichsam“, „gewissermaßen“ (hoíon) zu versehen. Damit stellt er klar, dass diese Begriffe hier nicht in ihrer gewöhnlichen Bedeutung gemeint sind, sondern nur etwas andeuten sollen, was er nur unzulänglich ausdrücken kann. Im Gegensatz zur Natur des Einen können jedoch die direkten und indirekten Wirkungen, die von ihm ausgehen, bestimmt werden. Sie werden in der Henologie thematisiert. Wenn beispielsweise das Eine als Ursache von etwas benannt wird, so wird nicht etwas dem Einen selbst Zukommendes ausgesagt, sondern etwas, das dem Verursachten vom Einen her zukommt. Alle Aussagen, die sich auf das Eine als Ursprung und Ursache beziehen, betreffen nicht das Eine selbst, sondern den Bezug des Einen zu dem, dessen Ursprung es ist.
Da sich demnach das Eine als solches einer angemessenen Erfassung mit sprachlichen Mitteln entzieht, bleibt es einem verstandesmäßigen, diskursiven Begreifen unzugänglich. Dennoch lässt sich nach Plotins Auffassung die Annahme des Einen aus vernünftigen Überlegungen zwingend ableiten.

#### Die Nicht-Selbstbezüglichkeit
Aus der Einheit des Einen ergibt sich, dass es keine Selbstwahrnehmung und Selbsterkenntnis hat. Anderenfalls wäre eine Unterscheidung zwischen dem wahrnehmenden und erkennenden Subjekt und dem wahrgenommenen und erkannten Objekt vorausgesetzt. Damit würde die Einheit verlassen. Da für Plotin Sein und Geist identisch sind, ergibt sich aus der Seinstranszendenz des Einen zwangsläufig die Geisttranszendenz. Das Eine ist ungeistig und denkt daher nicht, auch nicht sich selbst. Es kann keine wie auch immer geartete Beziehung zu sich selbst haben, denn eine solche wäre notwendigerweise geistig. Mit diesem Konzept wendet sich Plotin gegen die aristotelische Vorstellung vom „ersten Beweger“, der sich selbst denkt. Allerdings gibt es auch Äußerungen Plotins, mit denen eine Selbstbezüglichkeit des Einen bejaht wird, etwa indem es als lebendig und sich selbst liebend dargestellt und ihm ein Innenleben zugeschrieben wird. Damit will er dem Eindruck vorbeugen, das Eine sei wegen eines Mangels an Leben und Liebe unvollkommen. Die positiven Angaben zur Selbstbezüglichkeit drücken aber nur eine Sichtweise aus, deren Berechtigung aus Plotins Sicht sehr begrenzt ist, da sie menschliche Vorstellungen ins Transzendente hineinträgt. Es sind Konzessionen an die menschliche Auffassungs- und Ausdrucksweise, nicht Behauptungen über die tatsächliche Natur des Einen. Das Eine ist nicht wirklich selbstbezüglich, aber es stellt sich dem Betrachter so dar, es wirkt „gleichsam“ (hoíon) selbstbezüglich.

#### Das Eine als Erfahrung
Der Bewegung des Hervorgangs der vielen Dinge aus dem Einen steht die umgekehrte Bewegung gegenüber, das Streben nach Rückkehr in die Einheit. Die Rückkehr entspricht einem Grundbedürfnis der Seele, die von den Sinnesobjekten zum Nous und darüber hinaus schließlich zum Einen gelangen will. Darauf zielen letztlich alle philosophischen Bemühungen ab. Der Aufstieg der Seele zum Einen setzt eine Befreiung von irdischen Verstrickungen voraus. Darunter versteht Plotin aber nicht eine Weltflucht im Sinne einer Abwendung von Aufgaben und Verpflichtungen im Alltag. Wesentlich ist der ethische Aspekt; Tugendhaftigkeit ist für den Aufstieg unbedingt erforderlich.
Wegen der absoluten Transzendenz des Einen ist es so, wie es rein für sich selbst ist, gedanklich nicht erfassbar. Dennoch besteht für Plotin keine unüberbrückbare Kluft zwischen dem Einen und der nach Rückkehr in die Einheit strebenden Seele. Er meint vielmehr, es gebe einen übervernünftigen Zugang zum Einen, da es erlebt werden könne. Dies werde möglich, wenn man sich nach innen wende und nicht nur das Sinnliche, sondern auch alles Geistige hinter sich lasse. Die Seele, die zur Einfachheit des Einen hinstrebe, müsse sich selbst einfach machen und so ihrem Ziel angleichen, indem sie sich reinige und von Ballast befreie.
Ihre Vollendung findet die Annäherung an das Eine, wenn sie in die Erfahrung der Einheit mit ihm einmündet. Diese Erfahrung hat Plotin nach Porphyrios’ Angaben als wiederholtes Erlebnis für sich selbst in Anspruch genommen. Porphyrios berichtet, das Einheitserlebnis sei Plotin etwa viermal zuteilgeworden. Plotin betont, dass das Erlebnis plötzlich eintrete.
Für die Einheitserfahrung hat sich die Bezeichnung hénōsis („Vereinigung“) eingebürgert. Allerdings verwendet Plotin diesen Ausdruck nur für den Vollzug der Einheit der Seele mit dem Nous, nicht für das Erlebnis der Einheit mit dem Einen. Er bezeichnet den Aufstieg der Seele als „Flucht des Einen zum Einen“. Bei dem Aufstieg handelt es sich aber nicht um ein Aufsuchen des Einen in einem transzendenten „höheren“ Bereich der Außenwelt, analog zu einer räumlichen Bewegung. Vielmehr wendet sich die Seele einwärts und findet das Eine in sich selbst. Dies wird auch wie ein Eintreten des Einen in die Seele erlebt.
Das Streben der Seele nach dem Einen charakterisiert Plotin als erotisch, den philosophischen Aufstieg zum Einen und das Ziel, die Einheitserfahrung, beschreibt er in erotischer Sprache. Dabei geht er von Platons Konzept der später „platonisch“ genannten Liebe aus. Aus seiner Sicht sind alle Erscheinungsformen von Erotik als Ausdruck der Sehnsucht nach dem Einen zu deuten. Daher schreibt er der Erotik in allen ihren Äußerungen eine einheitliche Natur zu. Zwischen den metaphysischen Gegebenheiten und der Sexualität sieht er eine doppelte Analogie, wobei er die Sexualität als Abbild auffasst: Die Fortpflanzung bildet als Hervorbringung den Hervorgang aus dem Einen ab, die sexuelle Anziehung das Zurückstreben des Hervorgegangenen zu seinem Ursprung.
Der Zugang zum Einen eröffnet sich zwar in einem Bereich jenseits des Denkens, setzt aber die Denkvorgänge voraus, die zu diesem Bereich hinführen. Die Seele muss sich erst denkend dem Nous angleichen, bevor sie das Eine erreichen kann. Das Denken, das sich dem Einen zuwendet, nähert sich ihm vom Sein her; schließlich überschreitet es sich selbst und hebt sich damit selbst auf.
Plotin wird wegen seiner Behauptung, es gebe eine das Denken übersteigende Erfahrung einer höchsten Wirklichkeit, oft als Mystiker bezeichnet. Dabei ist allerdings zu beachten, dass dieser Begriff (im heutigen Sinne) damals nicht existierte und dass keine derartige Selbstbezeichnung Plotins überliefert ist.

### Porphyrios
Plotins Schüler Porphyrios († 301/305) vertrat zumindest zeitweilig eine andere Auffassung vom Einen als sein Lehrer. Wegen widersprüchlicher Angaben in den Quellen ist seine Position nicht eindeutig erkennbar. Wie seine Metaphysik einzuschätzen ist, hängt großenteils davon ab, ob man ihn für den Verfasser eines anonym und nur fragmentarisch überlieferten Kommentars zu Platons Parmenides hält. Seine Autorschaft ist in der Forschung umstritten. Nach der Darstellung im Kommentar ist das Eine zwar gegenüber allem Seienden transzendent, nicht aber gegenüber dem Sein. Es ist das absolute Sein vor dem Seienden und als solches von dem Sein, das im Seienden anwesend ist und es seiend macht, zu unterscheiden. Der Verfasser des Kommentars vertrat also eine andere Auffassung als Plotin, bei dem das Eine absolut seinstranszendent ist. Mit dem Verzicht auf die absolute Transzendenz wollte er die Kluft zwischen dem Einen und dem Seienden überbrücken und so den Hervorgang des Seienden aus dem Einen plausibel machen. Diese Lösung wurde aber von den späteren Neuplatonikern einhellig verworfen; sie zogen es vor, an der absoluten Transzendenz des Einen festzuhalten.
In seiner Biografie Plotins beschreibt Porphyrios das Eine als ersten und jenseitigen Gott, der keine Form und keine Gestalt habe und oberhalb des Nous und der ganzen geistigen Welt throne. Er, Porphyrios, habe sich einmal in seinem Leben mit dieser Gottheit vereinen können.

### Iamblichos
Der sehr einflussreiche Neuplatoniker Iamblichos († um 320/325) verwarf das Konzept des Porphyrios und nahm ein völlig seinstranszendentes Eines an. Dieses verdoppelte er, da er meinte, das unsagbare, absolut einfache und absolut transzendente Eine könne nicht zugleich das Eine sein, aus dem die Vielheit hervorgeht. Das Eine, das Vielheit erzeugt, muss nach seiner Lehre eine Einheit von Bestimmtheit und Unbestimmtheit darstellen, was mit der absoluten Transzendenz des unsagbaren Einen unvereinbar ist. Aufgrund dieser Überlegung unterschied er zwischen dem höchsten, unsagbaren Einen und einem zweiten, untergeordneten Einen, das zwar ebenfalls seinstranszendent, aber nicht absolut transzendent sei. Das zweite Eine, dem er die Funktion zuwies, Ursache der Vielheit zu sein, setzte er mit dem Guten gleich. Darunter folgen in seinem Modell die beiden entgegengesetzten Prinzipien des Unbegrenzten und des Begrenzenden, aus denen die „göttlichen Zahlen“ hervorgehen. Ein drittes, untergeordnetes Eines ist das seiende Eine, der Nous.
Mit Iamblichos’ Verdoppelung des Einen begann die für den spätantiken Neuplatonismus charakteristische Einfügung zusätzlicher Stufen in das metaphysische System. Damit sollte die Problematik der Vermittlung zwischen Wirklichkeitsebenen unterschiedlicher Natur entschärft werden. Das Problem des Abgrunds zwischen dem absolut Transzendenten und allem Übrigen konnte aber auf diese Weise nicht gelöst werden, es wurde nur verschoben.

### Proklos
Proklos († 485) war der berühmteste unter den Leitern (Scholarchen) der spätantiken neuplatonischen Philosophenschule in Athen. Er setzte sich intensiv mit der Frage auseinander, wie eine Annäherung an das Eine trotz dessen absoluter Transzendenz möglich ist und wie dabei zu verfahren ist. Dabei ging er von dem Gedanken aus, dass das Verhältnis des Seienden zum Einen durch eine Dreiheit charakterisiert ist: Verharren (in der Einheit), Hervorgang, Rückkehr. Das aus dem Einen Hervorgegangene strebt zu seinem Ursprung zurück.
Wie Iamblichos unterschied Proklos zwischen dem bestimmungslosen überseienden Einen und dem seienden Einen, das Bestimmungen aufweist, doch verwarf er die von Iamblichos dazwischen eingefügte Zwischenebene des zweiten Einen. Die vermittelnden Instanzen zwischen dem absolut transzendenten Bereich und der Welt des Seienden sind bei ihm die überseienden Prinzipien des Begrenzenden und des Unbegrenzten sowie ebenfalls überseiende „Henaden“ (Einheiten). Die Henaden konnte er nicht als Entitäten auffassen, da es im Bereich des Überseienden keine Entitäten geben kann, doch behandelte er sie wie solche, um Aussagen über sie zu ermöglichen.
Da das überseiende Eine von allen positiven Bestimmungen frei ist, darf man ihm nichts hinzufügen; Bestimmungen sind Hinzufügungen, welche die Einheit aufheben. Daher sind nach Proklos’ Überzeugung nur verneinende Aussagen, mit denen festgestellt wird, was das überseiende Eine nicht ist, sinnvoll. Mit diesen Aussagen entfernt der Philosoph auf seinem Weg zum Absoluten alle Bestimmungen und beseitigt damit unangemessene Vorstellungen. Dafür verwendet Proklos den Ausdruck trópos tēs aphairéseōs („Vorgehensweise des Entfernens“). Die Verneinungen sind nicht privativ („beraubend“) gemeint, das heißt, sie weisen nicht auf ein Fehlen von etwas hin. Vielmehr sprechen sie dem Absoluten die Beschränkungen ab, die sich aus positiven Bestimmungen ergeben. Durch das Übersteigen der Beschränkungen kann sich der Philosoph der Wirklichkeit des Absoluten annähern, die alle Gegensätze transzendiert und eben deswegen in der Lage ist, die Welt der Gegensätze hervorzubringen. Damit erweisen sich die Verneinungen als produktiv. Dies drückt Proklos aus, indem er den Aufstieg des verneinenden Denkens zum Einen in religiöser Sprache beschreibt; er sieht darin „einen einzigen theologischen Hymnus auf das Eine durch diese Verneinungen“.
Bei dieser Vorgehensweise erweist sich schließlich, dass auch die Verneinungen dem unsagbaren Absoluten nicht gerecht werden können und daher zurückgenommen werden müssen: Die Verneinungen werden verneint. Mit der „Negation der Negation“ wird eine weitere Beschränkung, die in der zweiheitlichen Natur des Denkens liegt, aufgehoben. Das Denken übersteigt sich selbst und überwindet dadurch seine Zweiheitlichkeit. Indem es sich selbst transzendiert, schafft es eine Voraussetzung für das Erfassen von Einheit. Dieses Erfassen, das ein Erfahren ist, ist das Ziel des Philosophen. Das Eine ist erfahrbar, da in der Seele etwas Göttliches ist, das aufgrund seiner Verwandtschaft mit dem Einen eine solche Erfahrung ermöglicht. Den Zugang zum „Einen selbst“ verschafft das „Eine in uns“, das die Seele in sich selbst findet. Die Voraussetzung dafür ist aber eine aktive Bemühung: Mit der Vorgehensweise des Entfernens müssen die Hindernisse, die im Denken liegen, beseitigt werden, und es muss eine Aufnahmebereitschaft für das vom Einen ausgehende „Licht“ geschaffen werden. Bei der Negation der Negation geht es also nicht um eine Rückkehr zum Ausgangspunkt nach Beseitigung eines Irrtums, sondern um ein Voranschreiten in Richtung auf das Ziel.
Die Selbstaufhebung des Denkens führt zum Schweigen. Wenn die Seele über das gedanklich Erfassbare hinausgeht, entledigt sie sich aller Sinneseindrücke und Denkinhalte; dann „vergisst sie sich selbst und jenes und kommt durch die Berührung mit dem Einen zur Ruhe, (…) ist stumm geworden und schweigend in einem inneren Schweigen. Denn wie wohl könnte sie sich mit dem Unaussprechlichsten vom allem anders verbinden, als dass sie die Stimmen in sich zum Schweigen bringt?“
Die Vorstellung Plotins, das Eine sei seine eigene Ursache und bringe sich selbst hervor, lehnte Proklos ab. Er hielt sie für mit der absoluten Einheit unvereinbar und betonte die strikte Akausalität des Einen.

### Damaskios
Damaskios, ein Schüler des Proklos, griff den Gedanken des Iamblichos auf, dass das Eine verdoppelt werden müsse, da ein absolut transzendentes Eines nicht zugleich die Instanz sein könne, die aus sich heraus die Welt der Entitäten erzeugt. Daher muss es nach der Lehre des Damaskios über dem hervorbringenden Einen eine noch höhere Instanz geben, die jenseits von allem schlechthin ist und darum nicht einmal als „Eines“ bezeichnet werden kann, sondern nur als das absolut Unsagbare jenseits des Einen. Aus dem hervorbringenden Einen geht die Vielheit der Entitäten hervor.
Ungeklärt blieb dabei aber die Frage nach dem Zusammenhang zwischen dem Unsagbaren einerseits und dem Einen und der Vielheit andererseits. Hier meinte Damaskios an eine Grenze möglicher Erkenntnis zu stoßen; er hielt das Problem für unlösbar. Auch sonst neigte er zu erkenntnistheoretischer Skepsis. Die detailliert ausgearbeiteten metaphysischen Modelle der späten Neuplatoniker – auch sein eigenes – samt den Theorien über das Verhältnis des Einen zum Sein hielt er für bloße Denkmittel, die möglicherweise nicht die Struktur der Wirklichkeit wiedergeben. Nach seiner skeptischen Einschätzung scheint das hervorbringende Eine zwar erkennbar zu sein, man kann sich ihm annähern, aber mit dem Fortschreiten der Annäherung zeigt sich seine Unerkennbarkeit.

## Rezeption

### Kirchenväter
In der Epoche der Kirchenväter bestanden zwischen Platonikern und Christen schwere Spannungen, die sich in heftiger Polemik entluden. Dennoch kam es zu einer umfangreichen Rezeption neuplatonischen Gedankenguts in der christlichen Theologie. Kirchliche Autoren erkannten, dass sich wesentliche Elemente des neuplatonischen Weltbilds für eine philosophische Formulierung und Abstützung theologischer Lehren nutzen ließen. Dazu gehörte insbesondere die für den Neuplatonismus charakteristische Betonung der Einheit und absoluten Transzendenz der höchsten Gottheit, die zugleich von allem abgesondert und die Ursache von allem ist. Die vom Platonismus beeinflussten Kirchenväter vereinten in ihrem Gottesbegriff das Eine der Neuplatoniker und den Weltschöpfer, den Demiurgen. Folgenreich war der Umstand, dass der sehr einflussreiche Kirchenvater Augustinus († 430) zur platonisch orientierten Strömung gehörte. Er griff in seinen theologischen Werken auf neuplatonische Gedankengänge und Denkschemata zurück. Damit stellte er Weichen für die mittelalterliche Theologie. Augustinus teilte die Überzeugung der Neuplatoniker, dass das Sein von der Einheit her konstituiert wird, der ontologische Vorrang also dem Einen zukommt.
Zwei neuplatonische Konzepte fanden in christlichen Theologenkreisen besondere Beachtung: die Vorstellung des Hervorgehens oder Ausfließens der zahlreichen und mannigfaltigen Entitäten aus ihrem einfachen göttlichen Ursprung und die Lehre von der absoluten Transzendenz und Bestimmungslosigkeit des Einen.
Der Emanationsgedanke stieß bei den Kirchenvätern weithin auf Zurückhaltung oder Ablehnung, da er mit der christlichen Schöpfungslehre nicht oder nur bedingt vereinbar schien. Ein Spannungsverhältnis bestand zwischen einem als Notwendigkeit aufgefassten ewigen Hervorgehen und einer biblisch verstandenen Schöpfung als Ergebnis eines göttlichen Willensakts. Außerdem ließ sich die christliche Vorstellung vom Schöpfungsvorgang als Erschaffen „aus dem Nichts“ oder „aus nichts“ nicht ohne weiteres als ein Ausfließen deuten, bei dem Gott etwas aus sich hervorbringt oder hervorgehen lässt.
Während das Emanationsdenken den Gegensatz zwischen dem Schöpfer einerseits und allem Geschaffenen andererseits zu verringern schien, war die neuplatonische Lehre von der absoluten Transzendenz des Einen geeignet, die Kluft zwischen Schöpfer und Geschöpfen zu betonen. Damit kam sie dem christlichen Gottesverständnis entgegen. Das Eine erschien den Neuplatonikern als „unsagbar“, da es sich der auf Gegensätze und definierendes Abgrenzen fixierten menschlichen Denkweise und Sprache entzieht. Ein solches denktranszendentes höchstes Prinzip konnte leicht mit dem einzigartigen, über alles erhabenen biblischen Gott identifiziert werden. Auch die neuplatonische Überzeugung, dass dem Menschen eine Annäherung an das höchste Prinzip trotz dessen Unsagbarkeit möglich ist, wurde von den christlichen Theologen geteilt. Die von Proklos herausgearbeitete „Vorgehensweise des Entfernens“ als Methode des henologischen Philosophierens wurde für die negative Theologie wegweisend. Die negative Theologie verwirft alle positiven Aussagen über Gott, da sie seinem absolut transzendenten Wesen nicht angemessen seien.
Eine sehr starke und anhaltende Nachwirkung erzielte das Konzept der negativen Theologie, das der spätantike Theologe Pseudo-Dionysios Areopagita entwickelte. Pseudo-Dionysios übernahm wesentliche Elemente der Henologie des Proklos und adaptierte sie für seine Zwecke. Wie die paganen Neuplatoniker betrachtete er die Einheit als Grund des Seins. Er griff auch den neuplatonischen Emanationsgedanken auf. In seiner Theologie kommt dem Motiv des Hervorgehens in der Interpretation des Verhältnisses von Schöpfer und Schöpfung eine zentrale Stellung zu.

### Mittelalter
Im Mittelalter wirkte die antike neuplatonische Henologie vor allem in Gestalt der negativen Theologie nach. Das einschlägige Konzept des Pseudo-Dionysios wurde sowohl von westlichen, lateinischsprachigen als auch von östlichen, griechischsprachigen Theologen übernommen. Im Westen wurde es ebenso wie im Osten als fester Bestandteil der kirchlichen Lehre etabliert. Mit der negativen Theologie hielt auch die Terminologie der Seinstranszendenz Einzug; Gott konnte als „überseiend“ bezeichnet werden. Diese Begriffsverwendung führte aber nicht zu konsequent henologischen Modellen in der Theologie.

#### Eriugena

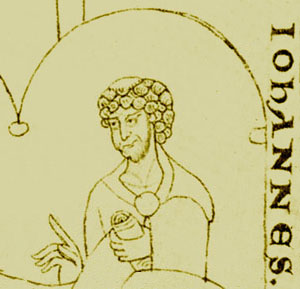
Darstellung Eriugenas in der Handschrift Paris, Bibliothèque Nationale, Lat. 6734

Der irische Philosoph und Theologe Eriugena nahm mit seiner ungewöhnlich weitgehenden Übernahme neuplatonischen Gedankenguts unter den frühmittelalterlichen Denkern eine Sonderstellung ein. Er folgte der Lehre des Pseudo-Dionysios und baute sie aus. Den seinstranszendenten, bestimmungslosen Gott identifizierte Eriugena mit dem Nichts, aus dem nach der traditionellen christlichen Lehre die Welt geschaffen ist; dieses Nichts betrachtete er als den überseienden Ursprung des Seienden. Nach Eriugenas Schöpfungsmodell hat Gott – wie das Eine im Emanationskonzept der antiken Neuplatoniker – die Welt aus sich selbst erzeugt. Gott ist undefinierbar und nicht einmal für sich selbst erkennbar. Allerdings ist Gott für Eriugena nicht wie für die antiken Neuplatoniker ein Eines, das jede Vielheit ausschließt, sondern ein Eines, das zugleich Vielheit ist.

#### Die Gleichsetzung des Einen und des Seienden
Die mittelalterlichen Denker akzeptierten zwar die Begrifflichkeit der negativen Theologie, folgten aber in der Regel nicht der neuplatonischen Vorstellung einer Seinstranszendenz des höchsten Prinzips. Der Seinstranszendenz stand die allgemein gebilligte aristotelische Lehre entgegen, der zufolge es nichts Überseiendes gibt, sondern „seiend“ und „eines“ Grundmerkmale jedes Wirklichen – auch der Gottheit – sind. Bei den scholastischen Philosophen und Theologen dominierte die Überzeugung, dass „eines“ und „seiend“ sachlich dasselbe bezeichnen, wobei „eines“ die Ungeteiltheit des Seienden hervorhebt. Die von dem spätantiken Denker Boethius geprägte Formel ens et unum convertuntur („Seiend und eines sind austauschbar“) blieb bis ins 18. Jahrhundert ein Lehrsatz der Schulmetaphysik. Zwar wurde die Frage, ob der Vorrang dem Sein oder der Einheit zukommt, unterschiedlich beantwortet, aber die Austauschbarkeit der beiden Begriffe galt als Tatsache. Namhafte spätmittelalterliche Vertreter der platonischen Strömung (Dietrich von Freiberg, Berthold von Moosburg, Nikolaus von Kues) traten für den Vorrang des Einen ein, doch ohne eine reale Trennung zwischen einem überseienden Einen und dem Seienden vorzunehmen.

#### Meister Eckhart
Meister Eckharts Lehre war mit einer für seine Zeit außergewöhnlichen Konsequenz henologisch orientiert. Dies war einer der Gründe für die kirchliche Verurteilung mancher seiner Aussagen. Eckhart wies den Begriffen „Gott“ und „Gottheit“ nicht die gleiche Bedeutung zu, sondern er bezeichnete mit ihnen unterschiedliche Ebenen, auf denen sich die göttliche Wirklichkeit dem Menschen zeigen könne. Er behauptete, Gott und Gottheit seien so weit voneinander verschieden wie Himmel und Erde. Vom Dasein Gottes, insoweit er Schöpfer ist und seinen Geschöpfen in dieser Eigenschaft entgegentritt, unterschied Eckhart eine höhere Ebene der Wirklichkeit des Göttlichen, auf der dieses als „Gottheit“ oder als „einfaltiges Eins“ erscheint, „oberhalb von Gott“. Auf der Ebene der „Gottheit“ oder des „Einen“ ist die göttliche Wirklichkeit für den, der sich ihr nähern will, nicht mehr eine im Sinne der Dreifaltigkeitslehre bestimmbare Instanz, die zeugt und schafft. Die Gottheit bringt nichts hervor, sie teilt sich nicht zeugend und erzeugend mit, sondern ist auf nichts als sich selbst bezogen. Sie ist der überpersönliche Aspekt der göttlichen Gesamtwirklichkeit. Nichts Bestimmtes kann über sie ausgesagt werden, da sie sich jenseits jeglicher Differenzierung befindet. Sie ist „weiselos“ (ohne Eigenschaften, durch die sie definiert werden könnte), ist ein „grundloser Grund“ und eine „stille Wüste“, eine „einfaltige Stille“. Daher müssen ihr auch Eigenschaften wie „gut“ oder „weise“ abgesprochen werden. Gott als Person mit persönlichen Eigenschaften, die in seinen Namen ausgedrückt werden, existiert auf einer Ebene, die von derjenigen der Gottheit abgetrennt und ihr untergeordnet ist. Wenn er sich seinem eigenen unpersönlichen Aspekt zuwenden wollte, so müsste er – ebenso wie ein Mensch, der dies tut – alles beiseitelassen, was seine Besonderheit ausmacht. Somit kommt auch die Eigenschaft, Dreifaltigkeit zu sein, zwar Gott zu, nicht aber der Gottheit. Dazu bemerkte Eckhart: Dies ist leicht einzusehen, denn dieses einige Eine ist ohne Weise und ohne Eigenheit. Und drum: Soll Gott je darein lugen, so muss es ihn alle seine göttlichen Namen kosten und seine personhafte Eigenheit; das muss er allzumal draußen lassen, soll er je darein lugen.
In ihrer Bestimmungslosigkeit stimmt somit die Gottheit Eckharts mit dem Einen der antiken Neuplatoniker überein, und wie dieses ist sie seinstranszendent. Wenn bei Eckhart vom göttlichen Bereich nicht unter dem Aspekt „Gott“, sondern unter dem Aspekt „Gottheit“ die Rede ist, trifft die Aussage, dass diese Wirklichkeit „ist“, nicht zu; vielmehr handelt es sich um „ein überseiendes Sein und eine überseiende Nichtheit“. Daher ist die Gottheit auch kein Erkenntnisobjekt, weder für sich selbst noch für andere, denn wo ein erkennendes Subjekt von einem erkannten Objekt geschieden ist, handelt es sich nicht um die Ebene der Gottheit. Dazu stellte Eckhart klar: Die verborgene Finsternis des unsichtbaren Lichtes der ewigen Gottheit ist unerkannt und wird auch nimmermehr erkannt werden.

### Neuzeit
Als im Zeitalter des Renaissance-Humanismus die im Mittelalter größtenteils unbekannten Werke Platons, darunter der Parmenides, sowie die Schriften Plotins im griechischen Original entdeckt wurden und in lateinischer Übersetzung weite Verbreitung erlangten, erhielt die Debatte über den Vorrang des Einen oder des Seienden eine neue Grundlage. Marsilio Ficino, der führende Platoniker des 15. Jahrhunderts, trat für den Vorrang des Einen ein, wobei er sich auf den Parmenides stützte. Es kam zu einer Kontroverse zwischen Ficino und Giovanni Pico della Mirandola, der bestritt, dass Platon das Eine über das Sein gestellt hat. Pico legte seine Position in der Schrift De ente et uno („Über das Seiende und das Eine“) dar.
Auf die Schulmetaphysik der Frühen Neuzeit hatte Ficinos Neuplatonismus keinen Einfluss; sie wurde weiterhin von der aristotelischen Tradition beherrscht. Der Jesuit Francisco Suárez (1548–1617), dessen Metaphysik im katholischen Bildungswesen dominierte und auch evangelische Philosophen und Theologen stark beeinflusste, betrachtete das Eine als eine Eigentümlichkeit des Seienden. Dabei berief er sich auf den Parmenides, den er in diesem Sinne interpretierte.
Hegel befasste sich eingehend mit der Prinzipienlehre. Für deren Urheber hielt er nicht Platon, sondern unbekannte Pythagoreer, doch fiel ihm die Nähe des Konzepts zu einschlägigem Gedankengut Platons auf. Hegel fasste die Einheit des Einen der Prinzipienlehre als Selbstgleichheit auf und sah in ihr das Einfachste und Allgemeinste von allem sowie das Prinzip des Ansichseins alles Seienden. Zwar billigte er das Konzept, doch schien es ihm unentwickelt.
In Hegels Interpretation der Prinzipienlehre tritt deren monistischer Charakter deutlich hervor. Nach seinem Verständnis ist die unbestimmte Zweiheit die Entzweiung der ersten Einheit. Das Eine als Übergreifendes enthält in sich die Bestimmungen der Einheit und der Zweiheit oder Entzweiung. Es entzweit sich in die Zweiheit und kehrt aus ihr in sich selbst zurück. Das Zusammenwirken des Einen und der unbestimmten Zweiheit ist das Sich-Bestimmen der in sich zurückkehrenden Einheit.
Plotins Philosophie hielt Hegel für eine Vorstufe seines eigenen Idealismus und verkürzte sie damit. Der Lehre vom überseienden Charakter des Einen schloss er sich nicht an. Für Hegel war das reine Sein das oberste Prinzip.